# گری ریجوی
گری ریجوِی که از او با نام قاتل رودخانه گرین هم یاد می‌شود، قاتلی است که بین سال های ۱۹۸۰-۱۹۹۰ میلادی، ۴۹ زن را خفه کرد. پنج قربانی اولش را در رودخانه گرین پیدا کردند و او نام مستعار خود را از همین‌جا گرفته‌است. سرانجام از طریق تست دی ان ای، پلیس توانست او را بیابد. او با ادعای همکاری با پلیس از مجازات مرگ نجات پیدا کرد و در عوض در پیدا کردن محل جسد هر ۴۹ زنی که به قتل رسانده بود با پلیس همکاری کرد. او قربانیان خود را از میان فاحشه‌ها انتخاب می‌کرد و پس از جلب اعتماد، با نشان دادن عکس پسرش با آنها ملاقات کرده و پس از خفه کردن، جسدشان را در جنگل رها می‌کرد و هر از گاهی به محل اجساد آمده و با آن‌ها عمل جنسی برقرار می‌کرد. با وجود آنکه در آزمایش‌ها مشخص شد که بهره هوشی او ۸۲ بوده ولی به راحتی توانست سالها از دست پلیس فرار کند. او کماکان زنده است و دوران حبس ابد خود را طی می‌کند.

## دوران کودکی
گری لئون ریجوِی متولد ۱۸ فوریه ۱۹۴۹، در سالت لیک سیتی ایالت یوتا می‌باشد. وی دومین فرزند خانواده پنج نفره توماس و مری ریجوی است. محل زندگی وی پر از مشکل و دردسر بود. خویشاوندان وی، مادرش را سلطه جو معرفی می‌کنند و اظهار می‌دارند او همیشه شاهد درگیری و بگو مگو های بین پدر و مادرش بود. پدرش راننده اتوبوس بود و اغلب از حضور کارگران جنسی ناراحت بوده و شکایت سر می‌داد.
ریجوی تا ۱۳ سالگی از اختلال شب ادراری رنج می‌برد و مادرش هر دفعه آلت تناسلی او را پس از شب ادراری شستشو می‌کرد.